# Ohvida turquino
Ohvida turquino là một loài nhện trong họ Ctenidae.
Loài này thuộc chi Ohvida. Ohvida turquino được miêu tả năm 2009 bởi Polotow & Antonio D. Brescovit.